# Kleine Heizel
De Kleine Heizel (Frans: Petit Heysel, ook Heizel II genoemd) is een stadion gelegen op de Heizel in Brussel. Het ligt op het sportcomplex van het Koning Boudewijnstadion. De officiële aanduiding is bijterrein 2 van het sportcomplex van het Koning Boudewijnstadion. Het stadion bestaat uit één overdekte zittribune aan de lange zijde en drie staantribunes. De huidige capaciteit bedraagt 8.000 toeschouwers waarvan 1440 overdekte plaatsen.
Het stadion was lang in gebruik voor voetbal. Van 1970 tot 1988 werd het gebruikt door Racing Jet de Bruxelles wat in de jaren 80 enkele jaren in de eerste klasse speelde. De capaciteit bedroeg toen 12.000, met name staanplaatsen. In de jaren 90 was amateurclub FC Atlas de Bruxelles een vaste gebruiker en sindsdien werd de Kleine Heizel voornamelijk gebruikt voor de jeugdploegen van RSC Anderlecht alsook de damesploeg. In 2012 speelde FC Bleid-Gaume in de Kleine Heizel en tot 2013 ook Etoile Bruxelles. Sinds 2008 is het stadion tevens in gebruik voor rugby en ook het Belgisch rugbyteam speelt er wedstrijden.